# Aki Ollikainen
Aki Ollikainen (Äänekoski, 1973 –) finn író, fotós és újságíró.

## Élet és karrier
Ollikainen a Jyväskyläi Egyetemen tanult, szociálpolitika szakon. 2007-ben fényképész szakképesítést szerzett.
Debütáló regénye, a Nälkävuosi (2012), amely a finnországi nagy éhínség éveiben játszódik, elnyerte a Helsingin Sanomat irodalmi díját. A könyv 2013-ban elnyerte a Köszönet Könyvért Érdemérmet is, valamint jelölték a Finlandia-díjra és a Tűzoltó-díjra. A 2012-es Blogistania Finlandia szavazáson ez a mű kapta a legtöbb szavazatot. Az Éhség éve című könyvben az „Először a gyermek esik” kifejezést Lause-Finlandia-díjra jelölték. A White Hunger angol fordítása felkerült a 2016-os Nemzetközi Booker-díjra jelölt 13 mű hosszú listájára.
Ollikainen második regénye, a Musta satu (2015) az úgynevezett Tattarisuo ügyön alapul.  A 2018-ban megjelent harmadik regény, a Pastoraali egy vidéki finn falu egy nyári napjának eseményeit írja le különböző nézőpontokból.
Ollikainen feleségével, Milla Ollikainennel közösen A. M. Ollikainen névvel publikált Kontti című krimit (2021). Kéziratukkal megnyerték a Rikos 2019 nemzetközi feszültséggel teli regénypályázatot. 2021-ben megjelent Ollikainen Fuck You Liivik című életrajza is, amelyet Siim Liivik jégkorongozóval közösen írt.
Két gyermeke van. A család Lohja városában él. Korábban Sammatiban laktak Eeva Joenpello író otthonában.

## Művei
- Nälkävuosi Helsinki: Siltala, 2012. ISBN 978-952-234-089-4
- Musta satu Helsinki: Siltala, 2015. ISBN 978-952-234-284-3
- Merirosvo Morgan ja matruusi Hulkkonen. Kuvitus: Silja-Maria Wihersaari. Helsinki: Otava, 2016. ISBN 978-951-1-30356-5
- Pastoraali Helsinki: Siltala, 2018. ISBN 978-952-234-543-1
- Fuck You Liivik Yhdessä Siim Liivikin kanssa. Helsinki: Siltala, 2021. ISBN 978-952-234-791-6
- Kristuksen toinen tuleminen Helsinki: Siltala, 2022. ISBN 978-952-234-788-6

A. M. Ollikainen
- Kontti Helsinki: Otava, 2021. ISBN 978-951-1-35965-4
- Kiikku Helsinki: Otava, 2022. ISBN 978-951-1-42272-3

### Magyarul megjelent
- Éhségév (Nälkävuosi) – Polar Egyesület, 2022 · ISBN 9786155866197 · Fordította: Kovács Ottilia
- Pasztorál (Pastoraali) – Polar Egyesület, 2024 · ISBN 9786155866661 · Fordította: Kovács Ottilia

## Fordítás
- Ez a szócikk részben vagy egészben  az   Aki Ollikainen című finn Wikipédia-szócikk fordításán alapul.  Az eredeti cikk szerkesztőit annak laptörténete sorolja fel. Ez a jelzés csupán a megfogalmazás eredetét és a szerzői jogokat jelzi, nem szolgál a cikkben szereplő információk forrásmegjelöléseként.